# Kedungwringin (Jatilawang)
Kedungwringin is een bestuurslaag in het regentschap Banyumas van de provincie Midden-Java, Indonesië. Kedungwringin telt 7191 inwoners (volkstelling 2010).